# Charette-Varennes
Charette-Varennes – miejscowość i gmina we Francji, w regionie Burgundia-Franche-Comté, w departamencie Saona i Loara.
Według danych na rok 1999 gminę zamieszkiwały 354 osoby, a gęstość zaludnienia wynosiła 21 osób/km² (wśród 2044 gmin Burgundii Charette-Varennes plasuje się na 864. miejscu pod względem liczby ludności, natomiast pod względem powierzchni na miejscu 1342.).